# Drayton Manor
Koordinaten: 52° 36′ 39″ N, 1° 42′ 48″ W
Drayton Manor ist ein Freizeitpark in Drayton Bassett (Staffordshire, England,  Vereinigtes Königreich), der am 16. Oktober 1949 eröffnet wurde.
2020 wurde der Park von der Looping Group erworben, die den Park seitdem betreiben.

## Achterbahnen
| Name                               | Typ                                  | Hersteller                 | Eröffnungsjahr | Hinweise                                                                                                 | Weblinks |
| ---------------------------------- | ------------------------------------ | -------------------------- | -------------- | --- | -------- |
| Accelerator                        | Shuttle Coaster, Familienachterbahn  | Vekoma                     | 2011           | Fuhr bis 2016 unter dem Namen Ben 10 – Ultimate Mission.                                                 |          |
| Gold Rush                          | Launched Coaster, Familienachterbahn | Intamin                    | 2024           | |          |
| Jormungandr                        | Powered Coaster, Familienachterbahn  | Zamperla                   | 1987           | Fuhr bis 2021 unter dem Namen Buffalo Mountain Coaster.                                                  |          |
| Troublesome Trucks Runaway Coaster | Familienachterbahn                   | Gerstlauer Amusement Rides | 2008           | |          |
| Wave                               | Stahlachterbahn mit Inversionen      | Intamin                    | 1994           | War bis 2023 ein Stand-Up Coaster und dabei der einzige Stand-Up Coaster weltweit mit einer Zero-g-Roll. |          |

### Ehemalige Achterbahnen
| Name                   | Typ                              | Hersteller       | Eröffnungsjahr   | Schließungsjahr  | Hinweise | Weblinks |
| ---------------------- | -------------------------------- | ---------------- | ---------------- | ---------------- | --- | -------- |
| G Force                | Stahlachterbahn mit Inversionen  | Maurer Rides     | 2005             | 2018             | 2010 wurde in Dream City (Irak) mit Dream Coaster eine baugleiche Anlage eröffnet. |          |
| Jumbo Jet Star         | Stahlachterbahn ohne Inversionen | Schwarzkopf GmbH | 1981             | 1983             | Ursprünglich 1975 oder früher in Flevohof als City Jet eröffnet. Nach dem Aufenthalt in Drayton Manor befand sich die Bahn von 1995 bis 2011 als Bobsleigh in Nigloland und dreht seit 2018 im Parc de la Vallée als Bobsleigh ihre Runden. |          |
| Klondike Gold Mine     | Zyklon                           | Pinfari          | 1995             | 2004             | Befand sich ab 2005 bis 2015 im Funland Amusement Park, ebenfalls als Klondike Gold Mine. |          |
| Python Looping Coaster | Zyklon mit Inversion             | Pinfari          | 1985             | 1994             | |          |
| Super Dragon           | Familienachterbahn, Big Apple    | Pinfari          | 1984             | 2007             | Befand sich von 2008 bis 2019 im Funland Amusement Park als Funlandasaurus und dreht seit 2021 im Camel Creek Adventure Park als Magic Dragon ihre Runden.                                                                                  |          |
| unbekannter Name       | Kinderachterbahn                 | unbekannt        | 1970 oder früher | 1970 oder später | Der Hersteller dieser Bahn war vermutlich Ben Schiff oder Molina & Sons. |          |